# Alberto Spencer
Artikeln följer den spanska namnseden; faderns efternamn är Spencer och moderns efternamn Herrera.
Alberto Pedro Spencer Herrera, född 6 december 1937 i Ancón, Guayas, Ecuador, död 3 november 2006 i Cleveland, Ohio, USA, var en professionell ecuadoriansk fotbollsspelare under perioden 1953–1972.
Spencer är mest känd för sitt rekord av flest antal gjorda mål i Copa Libertadores; 54 mål under perioden 1960–1972. Hans smeknamn var Cabeza Mágica, spanska för det magiska huvudet då han gjorde många nickmål.
Spencer är en av få spelare som har spelat för två olika landslag samtidigt; han spelade för Ecuador under perioden 1959–1972 med 11 spelade matcher och 4 gjorda mål, och under perioden 1964–1967 spelade han även för Uruguay vid 6 tillfällen, med 2 gjorda mål.